# Renaldas Seibutis
Renaldas Seibutis (né le 23 juillet 1985 à Mažeikiai, Lituanie) est un joueur Lituanien de basket-ball. Il joue au poste d'arrière.

## Biographie
Renaldas Seibutis fait ses débuts au basket-ball en Lituanie. Il rejoint l'Olympiakos en 2005, puis le Maroussi Athènes la saison suivante, avant de revenir à l'Olympiakos pour la saison 2007-2008. Il est sélectionné au 50e rang de la draft 2007 par les Dallas Mavericks.
Il dispute la ligue d'été à Las Vegas à l'été 2007, ainsi qu'en 2008, mais il n'est pas conservé dans l'effectif. En 2008, il signe un contrat avec l'équipe de Liga ACB de CBD Bilbao.

## Palmarès
- Championnat d'Europe
  -  Médaille d'argent au Championnat d'Europe 2013

Son palmarès dans les compétitions de jeunes est :
- Médaille d'argent au championnat d'Europe des 20 ans et moins 2005
- Médaille d'or et MVP au Championnat du monde de basket-ball masculin des 21 ans et moins 2005